# Metopius ultimatus
Metopius ultimatus är en stekelart som beskrevs av Davis 1897. Metopius ultimatus ingår i släktet Metopius och familjen brokparasitsteklar. Inga underarter finns listade i Catalogue of Life.